# Glasgow, Kentucky
Glasgow är en stad i Barren County i delstaten Kentucky, USA. År 2000 hade staden 14 200 invånare. Den har enligt United States Census Bureau en area på 38,2 km², allt är land. Glasgow är administrativ huvudort (county seat) i Barren County.

## Kända personer från Glasgow
- John C. Bagby, politiker